# Daniel Richter (acteur)
Daniel Richter, né en 1939 à Darien (Connecticut), est un mime et acteur américain. Il est connu pour avoir interprété le chef d'une tribu d'Australopithèques dans 2001, l'Odyssée de l'espace.

## Biographie
Au moment du casting de 2001, Daniel Richter était inconnu et dirigeait une troupe de mimes dans les rues de Londres. Stanley Kubrick l'a largement impliqué dans la création de la chorégraphique des australopithèques dans la séquence L'Aube de l'humanité en pensant que Richter pourrait dépasser le cliché hollywoodien des hommes en costume de singe. Richter et son équipe ont passé des heures à observer les singes au zoo de Londres, particulièrement le célèbre Guy le Gorille, suivi d'heures à imiter leurs mouvements. Après 2001, Richter a fait une apparition dans le film Le Révolutionnaire. En 2002, il a publié un livre sur ses expériences intitulé Moonwatcher's Memoir: A Diary of 2001: A Space Odyssey.
Richter est allé vivre et travailler avec John Lennon et Yoko Ono, il dirigea la photographie du clip d'Imagine (1972) à Tittenhurst Park. Il rédigea un mémoire sur son travail avec Lennon et Ono intitulé The Dream is Over, publié en 2012 par les éditions Quartet Books à Londres.
Richter pratique activement l'alpinisme, il a escaladé plus de 500 sommets en Amérique du Nord, participant et servant d'instructeur au Sierra Club (ONG).

## Filmographie

### Cinéma
- 1968 : 2001, l'odyssée de l'espace : Moon-Watcher
- 1970 : The Revolutionary